# Feldberg (Schwarzwald)
Feldberg (Schwarzwald) – miejscowość i gmina w Niemczech, w kraju związkowym Badenia-Wirtembergia, w rejencji Fryburg, w regionie Südlicher Oberrhein, w powiecie Breisgau-Hochschwarzwald, wchodzi w skład wspólnoty administracyjnej Schluchsee. Leży w Schwarzwaldzie, ok. 10 km na południowy zachód od Titisee-Neustadt.